# الوراثة فوق الجينية والفصام

الجهاز الحوفي والبنى المرتبطة به في الدماغ، حيث تؤدي التشوهات إلى أعراض إيجابية للفصام.

علم التخلق للفصام (بالإنجليزية: Epigenetics of schizophrenia)‏ هو دراسة كيفية تنظيم وتغيير التغيرات الوراثية المتوارثة بواسطة البيئة والعوامل الخارجية، وكيف تؤثر هذه التغييرات تشكل وتؤثر على بداية وتطور الفصام. يدرس علم التخلق أيضا كيف يمكن نقل هذه التعديلات الجينية إلى الأجيال القادمة. الفصام هو اضطراب موهِن وغالبا ما يساء فهمه ويؤثر على 1٪ من سكان العالم. في حين أن الفصام هو اضطراب مدروس جيدًا، فإن علم التخلق يوفر وسيلة جديدة للبحث والتفهم والعلاج.

## الخلفية

### التاريخ
دُرس الفصام وفُحص من خلال نماذج مختلفة، أو من خلال مدارس الفكر. في أواخر 1870، بدأ إميل كريبيلن فكرة دراسته كمرض. وهناك نموذج آخر، قدمه زوبين وسبرينج في عام 1977، كان نموذج ضعف القدرة على تحمل الضغوط حيث يتمتع الفرد بخصائص فريدة تمنحه القوة أو نقاط الضعف للتعامل مع الإجهاد، وهو الاستعداد لمرض الفصام. وفي الآونة الأخيرة، مع فك رموز الجينوم البشري، كان هناك تركيز على تحديد جينات محددة لدراسة المرض. ومع ذلك، واجه نموذج الوراثة مشاكل مع نتائج غير متناسقة وغير حاسمة ومتغيرة. أحدث مدرسة فكرية تدرس الفصام درسته من خلال الوراثة.
وُصفت فكرة علم التخلق منذ عام 1942، عندما وصفها كونراد وادينجتون بكيفية تنظيم الجينات من خلال البيئة. ومع تقدم المجال والتقنية المتاحة، يشير المصطلح أيضًا إلى الآليات الجزيئية للتنظيم. أصبح مفهوم أن هذه التغييرات الوراثية يمكن أن تنتقل إلى الأجيال القادمة أصبحت أكثر قبولا. في حين أن علم التخلق هو مجال دراسي جديد نسبيا، إلا أن التطبيقات المحددة والتركيز على الاضطرابات العقلية مثل الفصام هو مجال حديث أكثر للأبحاث.

### الفصام

#### الأعراض
يمكن تصنيف الأعراض الأساسية لمرض انفصام الشخصية إلى ثلاث فئات واسعة. وغالبا ما تستخدم هذه الأعراض لبناء ودراسة النماذج الحيوانية من الفصام في مجال علم التخلق. تعتبر الأعراض الإيجابية انحرافات في الجهاز الحوفي، في حين تعتبر الأعراض السلبية والمعرفية تشوهات الفص الجبهي.
الأعراض الإيجابية:
- هلوسة
- الأوهام والبارانويا
- اضطرابات الفكر

الأعراض السلبية:
- لا مبالاة
- عسر النطق
- مشاعر مسطحة أو فاترة

الاختلالات المعرفية:
- ضعف الذاكرة العاملة
- أفكار غير منظمة
- اختلالات ادراكية

#### التوريث
هناك قدر كبير من الأدلة لإثبات أن الفصام مرض وراثي. إحدى الأدلة الرئيسية هي دراسة توأمية أظهرت أن احتمالية الإصابة بالمرض هي 53٪ لعضو واحد من التوائم المتماثلة الزيجوت (توأمان مع نفس الشفرة الوراثية)، مقارنة بـ 15٪ للتوائم ثنائية الزيجوت، اللذان لا يشتركان في الحمض النووي الدقيق. يتساءل آخرون عن دليل التوريث بسبب تعاريف مختلفة لمرض انفصام الشخصية وبيئة مشابهة لكلتا التوأمين.
حقيقة أن التوائم المتماثل لا يشترك في معدل توافق 100٪ تشير إلى أن العوامل البيئية تلعب دورًا في ضعف وتطور الاضطراب. هناك العديد من العوامل البيئية التي اُقترحت، بما في ذلك استخدام الماريجوانا والمضاعفات أثناء الحمل والحالة الاجتماعية والاقتصادية والبيئة، وسوء تغذية الأمهات. مع تقدم مجال علم التخلق، من المرجح أن يُنظر في هذه العوامل وغيرها من عوامل الخطر الخارجية في الدراسات الوبائية.

#### الجينات المرتبطة بالفصام
حُددت العديد من الجينات على أنها مهمة في دراسة الفصام، ولكن هناك عدد قليل منها لها أدوار خاصة عند دراسة التعديلات الجينية للمرض.
- GAD1 - GAD1 ترمز للبروتين جلوتامات ديكاربوكسيلاز، وهو الإنزيم الذي يحفز تكوين حمض الغاما-أمينوبيوتيريك من الغلوتامات. أظهر الأفراد المصابون بالفصام انخفاضًا في مستويات جلوتامات ديكاربوكسيلاز ويعتقد أن هذا العجز يؤدي إلى مشاكل في الذاكرة العاملة، من بين حالات ضعف أخرى.[6]
- الريلين ترمز لريلين (reelin)، وهو بروتين خارج الخلية ضروري لتشكيل الذكريات والتعلم من خلال اللدونة. ويعتقد أن ريلين ينظم الخلايا العصبية القريبة المنتجة للغلوتامات.

تُنشئ كل من البروتينات من قبل الخلايا العصبية غاباايرجيك. وقد أظهرت العديد من الدراسات أن مستويات كل من ريلين وجلوتامات ديكاربوكسيلاز تُقلل في المرضى الذين يعانون من الفصام.
- عامل التغذية العصبية المستمد من الدماغ، هو جين آخر مهم في دراسة علم الوراثة الفصام. يلعب الجين دوراً حاسماً في الإدراك والتعلم وتشكيل الذاكرة والقابلية للتأثر بالتجارب الاجتماعية والحياتية.

### طرق البحث
يمكن دراسة علم التخلق وبحثها من خلال أساليب مختلفة. واحدة من أكثر الطرق شيوعا هي النظر إلى أنسجة دماغية بعد الموت لمرضى الفصام وتحليلها للواسمات الحيوية. تشمل الطرق الشائعة الأخرى دراسات زراعة الأنسجة من العصبونات، وتحليل الجينوم على نطاق واسع للخلايا غير الدماغية في المرضى الأحياء.

## التغيرات الجينية
علم التخلق هو دراسة كيفية تنظيم الجينات من خلال الآليات الجزيئية القابلة للانعكاس. تعديل التغيرات الوراثية الجينية من خلال تنشيط الجين الذي يرمز إلى بروتين معين، أو قمع الجين. هناك فئتان رئيسيتان من التعديلات: مثيلة الحمض النووي، والتعديلات على الهستونات. وقد أظهرت نتائج البحوث أن العديد من الأمثلة على كل من هذه التغييرات ترتبط بمرض انفصام الشخصية وأعراضه.

### مثيلة الحمض النووي
مثيلة الحمض النووي هي إضافة تساهمية لمجموعة الميثيل إلى جزء من شفرة الحمض النووي. تضاف هذه المجموعات –“CH3” إلى بقايا السايتوسين بواسطة إنزيمات دنا ميتيل-ترانسفيراز (DNA Methytransferases). تتداخل مجموعة ميثيل الترابط مع مناطق المحفز مع ربط عوامل النسخ وتسكت الجين من خلال منع نسخ هذا الكود. إن مثيلة الحمض النووي هي واحدة من أكثر آليات التخلُّق المتجذرة دراسةً، وقد كانت هناك العديد من النتائج التي تربطه بالفصام.

#### مثيلة الجينات غاباايرجيك
وقد ثبت باستمرار في دراسات مختلفة أن مستويات الريلين وجلوتامات ديكاربوكسيلاز تُنظم في عينات الأنسجة القشرية والحصين من الأفراد المصابين بالفصام. تُستخدم هذه البروتينات من قبل الخلايا العصبية غاباايرجيك، ويمكن أن تؤدي التشوهات في مستوياتها إلى بعض الأعراض الموجودة لدى الأفراد المصابين بالفصام. توجد جينات هذين البروتينين في مناطق الشفرة الوراثية التي يمكن ميثليتها. وقد أثبتت الدراسات الحديثة وجود صلة وراثية بين مستويات البروتينات والفصام. وجدت إحدى الدراسات أن الخلايا العصبية القشرية ذات المستويات الأقل من الريلين وجلوتامات ديكاربوكسيلاز أظهرت أيضًا زيادة في مستويات دنا ميتيل-ترانسفيراز1، أحد الإنزيمات التي تضيف مجموعة الميثيل. وقد تبين أيضا أن حالة من نوع الفصام يمكن أن تحرض في الفئران عندما كانت تعطى بشكل مزمن اي-ميثيونين، وهي سلائف ضرورية لنشاط دنا ميتيل-ترانسفيراز. هذه النتائج وغيرها توفر صلة قوية بين التغيرات اللاجينية وانفصام الشخصية.

#### مثيلة عامل التغذية العصبية المستمد من الدماغ
يمكن أن يؤثر مثيلة الحمض النووي أيضًا على التعبير عن BDNF (عامل التغذية العصبية المستمد من الدماغ). إن البروتين BDNF مهم للإدراك، والتعلم، وحتى الضعف لصدمة الحياة المبكرة. صن ايت ال أظهرت أن حالة الخوف أدت إلى تغييرات في مستويات مثيلة الحمض النووي في المناطق المروج لعامل التغذية العصبية المستمد من الدماغ في الخلايا العصبية قرن آمون. وقد تبين أيضا أن تثبيط نشاط عامل التغذية العصبية المستمد من الدماغ أدى إلى تغير في مستويات عامل التغذية العصبية المستمد من الدماغ في قرن آمون. كما ثبت أن مثيلة الحمض النووي عامل التغذية العصبية المستمد من الدماغ تتأثر بالتجارب الاجتماعية ما بعد الولادة، والبيئة المجهدة، وحرمان التفاعل الاجتماعي. وعلاوة على ذلك، فقد رُبطت هذه المحفزات بزيادة القلق، ومشاكل الإدراك، وما إلى ذلك. في حين لم يُنشئ ارتباط مباشر بين الفصام ومستويات عامل التغذية العصبية المستمد من الدماغ، تشير هذه النتائج إلى وجود علاقة بالعديد من المشكلات المشابهة للأعراض.

### تعديلات هيستون
الهيستونات هي البروتينات التي يُلتف الكروموسوم الحمض النووي حولها. توجد الهستونات على شكل أوكتامير (مجموعة من 8 بروتينات) ويمكن تعديلها من خلال الأستلة، والمثيلة، وبروتين سومو، واليوبيكويتين، والفسفرة وما إلى ذلك. هذه التغييرات يمكنها إما فتح أو إغلاق الكروموسوم. وبالتالي، اعتمادا على أي هيستون تُعدل والعملية الدقيقة، يمكن أن تكون تعديلات الهيستون إما معزز أو غير معززة للتعبير الجيني.
نظرًا لأن المجال الفرعي لتعديلات الهستون جديد نسبيًا، فليس هناك الكثير من النتائج حتى الآن. وقد وجدت بعض الدراسات أن المرضى الذين يعانون من الفصام لديهم مستويات أعلى من المثيلة في H3 (الهستون الثالث في الأوكتامر) في القشرة المخية قبل الجبهية، وهي منطقة يمكن أن تكون ذات صلة بالأعراض السلبية. وقد تبين أيضًا أن أستلة و فسفرة الهيستون تزداد في المروج لبروتين عامل التغذية العصبية المستمد من الدماغ، الذي يشارك في التعلم والذاكرة.
وقد وجدت دراسات حديثة أن نسيج دماغي بعد الوفاة من مرضى الفصام لديهم مستويات أعلى من HDAC (إزالة أسيتيل الهيستون)، وهو إنزيم يزيل مجموعات الأسيتيل من الهستونات. ترتبط مستويات إزالة أسيتيل الهيستون 1عكسيا مع تعبير البروتين جلوتامات ديكاربوكسيلاز 67، والذي ينخفض في المرضى الذين يعانون من مرض انفصام الشخصية.

### التغيرات اللاجينية الوراثية
وقد أظهرت الدراسات أن التغييرات الجينية يمكن أن تنتقل إلى الأجيال القادمة من خلال الانقسام الاختزالي والانقسام الفتيلي. تشير هذه النتائج إلى أن العوامل البيئية التي يواجهها الوالدان يمكن أن تؤثر على كيفية تنظيم الشفرة الوراثية للطفل. أظهرت نتائج الأبحاث أن هذا صحيح بالنسبة للمرضى المصابين بالفصام أيضًا. وقد أظهرت دراسة أخرى أن مثيلة الجين عامل التغذية العصبية المستمد من الدماغ، والتي يمكن أن تتأثر الإجهاد في وقت مبكر من الحياة وإساءة استخدامها، هو أيضا قابلة للانتقال إلى الأجيال القادمة.

## المخاطر البيئية وأسبابها
في حين لم تكن هناك العديد من الدراسات التي تربط بين العوامل البيئية والآليات المتعلقة بالتخلق الوراثي المرتبطة بالفصام في هذه المرحلة، فقد أظهرت بعض الدراسات نتائج مثيرة للاهتمام. العمر المتقدم الأب هو أحد عوامل الخطر لمرض الشيزوفرينيا، وفقا لبحث حديث. هذا من خلال الطفرات، التي تسبب تغيرات تلقائية أخرى، أو من خلال البصمة الجينومية. مع تقدم العمر، قد يحدث المزيد والمزيد من الأخطاء في عملية الوراثة اللاجينية. هناك أيضا دليل على العلاقة بين استنشاق البنزين من خلال حرق الخشب والتنمية الشيزوفرينية. قد يحدث هذا من خلال التغييرات اللاجينية. كما رُبط الميتامفيتامين بمرض انفصام الشخصية أو أعراض نفسية مشابهة. وجدت دراسة حديثة أن مستخدمي الميثامفيتامين قاموا بتغيير مستويات دنا ميتيل-ترانسفيراز1، على غرار الطريقة التي أظهر بها المرضى الذين يعانون من الفصام مستويات غير طبيعية من دنا ميتيل-ترانسفيراز1 في الخلايا العصبية غاباايرجيك.
واحدة من أكثر النتائج المثيرة للاهتمام المتعلقة بعامل بيئي مع آليات جينية الفصام هو التعرض للنيكوتين. وقد اُبلغ على نطاق واسع أن 80 ٪ من المرضى الذين يعانون من الفصام يستخدمون نوعا من التبغ. وعلاوة على ذلك، بدا أن التدخين يزيد من الإدراك لدى الأفراد المصابين بالفصام. ومع ذلك، لم يكن سوى دراسة حديثة أظهرت أن النيكوتين يؤدي إلى انخفاض مستويات دنا ميتيل-ترانسفيراز1 في الخلايا العصبية الفأرية غاباايرجيك، وهو جزيء يضيف مجموعات الميثيل إلى الحمض النووي. هذا أدى إلى زيادة التعبير عن جلوتامات ديكاربوكسيلاز67.

## قيود البحث
هناك العديد من القيود على طرق البحث الحالية والنتائج العلمية. إحدى مشكلات الدراسات التي أجريت بعد الوفاة هي أنها تظهر لقطة واحدة فقط لمريض مصاب بمرض انفصام الشخصية. وبالتالي، من الصعب تحديد ما إذا كانت نتائج المؤشرات البيولوجية مرتبطة بعلم مرض انفصام الشخصية.
وهناك قيد آخر يتمثل في أن النسيج الأكثر ملاءمة، أي الأنسجة في الدماغ، مستحيل الحصول عليه في حياة المرضى المصابين بالفصام. للتغلب على هذا، استخدمت العديد من الدراسات مصادر أكثر سهولة، مثل الخلايا الليمفاوية أو خطوط الخلايا الجرثومية، حيث أظهرت بعض الدراسات أن الطفرات اللاجينية يمكن اكتشافها في الأنسجة الأخرى.
كما تخضع الدراسات اللاجينية للاضطرابات مثل الفصام إلى موضوعية التشخيص النفسي والطبيعة الطيفية لمشاكل الصحة العقلية. وقد أدت هذه المشكلة مع تصنيف مشاكل الصحة العقلية إلى أنماط ظاهرية وسيطة قد تكون مناسبة بشكل أفضل.

## الكشف والعلاج
لقد أتاح ظهور علم التخلق كسبيل لمتابعة الأبحاث الفصامية العديد من الاحتمالات للكشف المبكر والتشخيص والعلاج. في حين أن هذا المجال لا يزال في مرحلة مبكرة، هناك بالفعل نتائج واعدة. وقد أظهرت بعض دراسات الدماغ بعد الوفاة التي تبحث في التعبير الجيني لمثيل الهيستون نتائج واعدة يمكن استخدامها للكشف المبكر عن المرضى الآخرين. ومع ذلك، فإن الجزء الأكبر من التركيز البحثي متعدية والنتائج التي توصلت إليها كانت على التدخلات العلاجية.

### التداوي
نظرًا لأن التغيرات علم التخلق قابلة للانعكاس والعقاقير والأدوية سريعة التأثر، فهناك قدر كبير من الوعد في تطوير العلاجات. وكما أشار الكثيرون، فإن الفصام هو اضطراب مدى الحياة الذي كان له تأثيرات واسعة الانتشار. وبالتالي، قد لا يكون من الممكن عكس المرض بالكامل. ومع ذلك، تشير النتائج الحديثة إلى أنه من الممكن علاج المرضى الذين يعانون من الفصام، أو تخفيف الأعراض، أو تحسين فعالية الأدوية المضادة للذهان.

#### استهداف تعديلات الهستونات
إزالة أسيتيل الهيستون هي فئة واحدة من العقاقير التي يجري التحقيق فيها. وقد أظهرت الدراسات أن مستويات ريلين وجلوتامات ديكاربوكسيلاز67 (التي تنخفض في نماذج حيوانية انفصام الشخصية) تُنظم بعد العلاج باستخدام مثبطات أسيتيل الهيستون. علاوة على ذلك، هناك فائدة إضافية تتمثل في الانتقائية، حيث يمكن أن تكون مثبطات أسيتيل الهيستون محددة لنوع الخلايا، ونوع الأنسجة، وحتى مناطق الدماغ.
هستون ميتيل-ترانسفيراز (HMT) أيضا تعمل على الهستونات. أنها تمنع إزالة الميثيل من بروتين هيستون H3K4 وفتح هذا الجزء من الكروماتين. وقد تبين أن الترانيلسيبرومين، وهو مضاد للاكتئاب، لديه خصائص تثبيط هستون ميتيل-ترانسفيراز، وفي دراسة، أظهر علاج المرضى الذين يعانون من الفصام مع الترانيلسيبرومين تحسينات بشأن الأعراض السلبية.

#### استهداف الميثيل الحمض النووي
كما ثبت أن مثبطات دنا ميتيل-ترانسفيراز تزيد من مستويات بروتين ريلين وجلوتامات ديكاربوكسيلاز67 في الخلايا. ومع ذلك، فإن بعض مثبطات دنا ميتيل-ترانسفيراز الحالية، مثل بروكاييناميد وزيبولارين، لا تعبر حاجز الدم في الدماغ ولن تثبت كعلاج فعال. في حين أن مثبطات دنا ميتيل-ترانسفيراز تمنع إضافة مجموعة الميثيل، فهناك أيضًا بحث اُجري على محرضات (نزع الميثيل من الحمض النووي)، والتي تحرض دوائيًا إزالة مجموعات الميثيل. وقد ثبت أن الأدوية المضادة للذهان الحالية، مثل كلوزابين وسلبيريد، تؤدي أيضًا إلى إزالة الميثيل.

## انظر ايضا
- علم التخلق السلوكي
- آليات الفصام
- علوم عصبية